# Xanthorhoe penetrata
Xanthorhoe penetrata là một loài bướm đêm trong họ Geometridae.